# 23 février
Pour les articles homonymes, voir Vingt-Trois-Février.
23 janvier 23 mars
Chronologies thématiques
- Croisades
- Ferroviaires
- Sports
- Disney
- Anarchisme
- Catholicisme

Abréviations / Voir aussi
- (° 1852) = né en 1852
- († 1885) = mort en 1885
- a.s. = calendrier julien
- n.s. = calendrier grégorien
- Calendrier
- Calendrier perpétuel
- Liste de calendriers
- Naissances du jour

Le 23 février est le 54e jour de l'année du calendrier grégorien, il en reste ensuite 311 ou moins souvent 312.
Lors d'une année bissextile du calendrier julien, celui-ci dédoublait l'équivalent de ce jour en l'allongeant d'un jour intercalaire, sorte de 23 februarius bis après les 23 premiers jours dudit mois et avant le 24 (d'où le bis- du mot bis-sext-ile).
Ce 23 février ou tout au moins son lendemain est ainsi devenu en quelque sorte le précurseur de nos 29 février quadriennaux grégoriens mais placé alors avant les 24 courant sqq et donc sans ce quantième 29.
C'était généralement le 5 ventôse du calendrier républicain ou révolutionnaire français, dénommé officiellement jour du bouc (en référence à l'animal ainsi nommé).

## Événements

### IVesiècle
- 303 : la destruction de l'église de Nicomédie marque le début de la persécution de Dioclétien envers les (premiers) chrétiens de l'Empire romain.

### VIesiècle
- 532 : l'empereur Justinien prend la décision de reconstruire la basilique chrétienne Sainte-Sophie de Constantinople.

### VIIesiècle
- 628 : le fils aîné Shirôyé de l'empereur sassanide Khosro II est porté sur le trône.

### IXesiècle
- 840 : le doge de Venise Pietro Tradonico et le roi d'Italie Lothaire Ier signent un pacte dit Pactum Lotharii.

### XVesiècle
- 1455 : date admise de publication de la Bible (de Gutenberg) comme premier livre occidental imprimé avec des caractères mobiles (par l'imprimeur allemand de Mayence Johannes Gutenberg).

### XVIesiècle
- 1573 :
  - une pacification à Perth met fin aux combats en Écosse entre le Régent et les partisans de Marie Ire d'Écosse Stuart.
  - Une rébellion irlandaise est écrasée avec la reddition de son leader James Fitzgerald (en).
- 1574 : début d'une cinquième guerre de religion en France.

### XVIIesiècle
- 1660 : Charles XI de Suède devient roi de ce pays.
- 1689 : Guillaume III d'Orange et Marie II deviennent roi et reine d'Angleterre.

### XVIIIesiècle
- 1745 : mariage du dauphin Louis de France fils du roi Louis XV avec l'infante d'Espagne Marie Thérèse.
- 1766 : annexion du duché de Bar et du duché de Lorraine par la France à la mort du duc Stanislas Leszczyński[2].

### XIXesiècle
- 1802 : Bonaparte signe un traité d'alliance contre les Britanniques avec le bey de Tunis Hammouda Pacha.
- 1809 : capitulation du général de Villaret-Joyeuse assiégé à Fort Desaix en Martinique[3].Buena Vista.

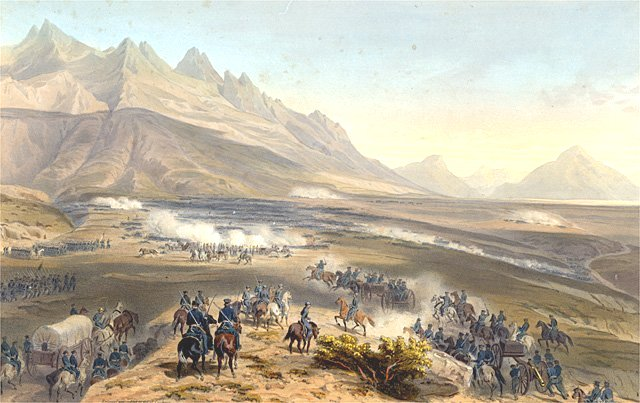
Buena Vista.

- 1836 : début du siège de Fort Alamo par l'armée mexicaine à San Antonio au Texas (États-Unis).
- 1847 : les troupes américaines battent au Mexique l'armée du général mexicain Antonio López de Santa Anna (bataille de Buena Vista) quelques années après leur honorable défaite et leurs pertes humaines au fort texan d'Alamo contre le même ennemi.
- 1848 : une nouvelle révolution éclate à Paris après celles de 1789 ou 1830 notamment.
- 1854 : la Grande-Bretagne accepte d'évacuer le territoire au nord du fleuve Orange en Afrique du Sud en permettant ainsi la création d'un État libre d'Orange.
- 1861 : sécession du Texas dans le cadre de la guerre de Sécession américaine.
- 1898 : le romancier français Émile Zola est condamné à un an de prison et au versement de 3 000 francs d'amende, la peine étant confirmée en appel le 18 juillet suivant, pour la publication en une du journal L'Aurore de Georges Clemenceau d'une célèbre lettre et tribune intitulée J'accuse…! dans laquelle il prenait la défense du capitaine Alfred Dreyfus (11 janvier) mais Zola va se réfugier à Londres pour éviter l'emprisonnement.

### XXesiècle
- 1903 : Cuba loue « à perpétuité » la baie de Guantánamo aux États-Unis..
- 1904 : les États-Unis prennent le contrôle de la zone du canal de Panama pour 10 millions de dollars.
- 1905 : début de la bataille de Moukden entre Russes et Japonais.
- 1933 : le Japon entreprend l'occupation de la Chine au nord de la Grande Muraille.
- 1934 : Léopold III devient roi des Belges.
- 1937 : fin du congrès du Kuo-mintang qui refuse l'éventualité d'une action commune avec Mao Zedong contre les Japonais.
- 1944 :
  - Joseph Staline abolit la République autonome de Tchétchénie dont un million d'habitants sont exilés.
  - La bataille d'Eniwetok se conclut par une victoire américaine pendant la guerre du Pacifique (front pacifique de la Seconde guerre mondiale).
- 1945 :
  - libération de Manille par les troupes américaines ;
  - et les Marines américains hissent leur drapeau sur Iwo Jima (ibidem).
  - Capitulation des forces allemandes à Poznań en Pologne face aux troupes soviéto-polonaises (front est-européen de la guerre mondiale).
- 1956 : Nikita Khrouchtchev dénonce le culte de la personnalité de son prédécesseur à la tête de l'Union soviétique Joseph Staline.
- 1959 : première réunion de la Cour européenne des droits de l'homme à Strasbourg.
- 1966 : coup d'État militaire du parti Baas en Syrie.
- 1970 : la Guyana ex-Guyane britannique met fin à son association avec la Grande-Bretagne mais demeure au sein du Commonwealth.
- 1981 : tentative avortée du coup d'État militaire (du 23-F) par le colonel Tejero et ses complices en Espagne. Le roi Juan Carlos Ier appelle lui-même un à un chaque QG de caserne dans le pays durant la nuit qui suit pour ordonner de ne pas suivre cette aventure et sauver ainsi la jeune constitution démocratique de 1978 qu'il a contribué à instaurer.
- 1982 : les Groenlandais votent le retrait de leur île "danoise" du « marché commun ».
- 1985 : Addis-Abeba accuse Israël d'avoir enlevé des milliers de juifs éthiopiens évacués par avion de leur pays touché par la famine.
- 1991 :
  - le général thaïlandais Sunthorn Kongsompong (en) mène un coup d'État sanglant et dépose le Premier ministre Chatichai Choonhavan.
  - Le président américain George H. W. Bush annonce la phase finale de la libération du Koweït huit heures après l'expiration officielle de l'ultimatum américain à l'Irak. Son secrétaire à la Défense confirme quelques minutes plus tard qu'une « opération terrestre à grande échelle » est en cours pour libérer le pays de son voisin envahisseur.
- 1994 : adoption d'une résolution établissant la police civile de l'Opération des Nations unies au Mozambique (ONUMOZ) par le Conseil de sécurité de l'ONU.
- 1998 : le secrétaire général de l'ONU Kofi Annan et les autorités irakiennes parviennent à un accord sur l'accès des inspecteurs de l'ONU chargés du désarmement de l'Irak aux sites présidentiels de ce pays.
- 1999 : le rebelle kurde Abdullah Öcalan est accusé de trahison à Ankara en Turquie.
- 2000 : l'Organisation du traité de l'Atlantique nord (OTAN / NATO) décide de faire face au regain de tension au Kosovo en y redéployant quelque 2 000 hommes de six pays différents.

### XXIesiècle
- 2002 : l'ancienne sénatrice colombienne Íngrid Betancourt et sa collaboratrice Clara Rojas sont enlevées par des rebelles des Forces armées révolutionnaires de Colombie (FARC) pour plusieurs années de captivité dans la jungle.
- 2011 : dans une interview accordée au quotidien suédois Expressen lors de la révolte libyenne de 2011, l’ex-ministre libyen de la Justice Moustafa Mohamed Aboud al-Djeleil, démissionnaire de son poste le 21 février, affirme que « Kadhafi a donné personnellement ses instructions au Libyen Abdelbaset Ali Mohmed Al Megrahi » quant à l'attentat de Lockerbie[4].
- 2012 : résolution n° 2037 du Conseil de sécurité des Nations unies sur la situation au Timor-Leste.
- 2017 : l’armée turque et l’Armée syrienne libre prennent la ville d’al-Bab à l’organisation État islamique.
- 2019 : élections présidentielle, législatives et sénatoriales au Nigeria.
- 2025 : en Allemagne, lors des élections fédérales anticipées,  la CDU/CSU, dirigée par Friedrich Merz, remporte le plus grand nombre de sièges au Bundestag[5].

## Arts, culture et religion
- 1130 : consécration du pape Innocent II.
- 2003 : la chanteuse et pianiste new yorkaise Norah Jones qui s’est imposée un an plus tôt dès son premier album « Come away with me » triomphe aux « Grammy Awards »[6].

## Sciences et techniques
- 1893 : Rudolf Diesel reçoit le brevet pour le procédé du moteur diesel.
- 1943 : éruption-naissance du volcan Paricutín au Mexique.
- 1987 : création en France de l'Institut de recherche criminelle de la Gendarmerie nationale.
- 1997 : des chercheurs britanniques annoncent la naissance du premier clone de mammifère adulte la brebis Dolly survenue sept mois auparavant.
- 2004 : séisme d'une magnitude de 5,1 sur l'échelle de Richter à proximité de Roulans à 19 kilomètres de Besançon[7].

## Économie et société
- 1905 : Paul Harris et trois entrepreneurs fondent le Rotary premier club (de) service mondial.
- 1947 : fondation de l'Organisation internationale de normalisation (ISO).
- 1958 : le pilote champion automobile Juan Manuel Fangio est séquestré pendant 26 heures à La Havane[8].
- 2020 : le Britannique Bob Weighton (° 29 mars 1908 - † 28 mai 2020) devient le nouveau mais éphémère doyen masculin de l'humanité à la mort du Japonais Chitetsu Watanabe ci-après.

## Naissances

### XVesiècle
- 1417 : 
  - Louis IX, duc de Bavière-Landshut de 1450 à 1479 († 18 janvier 1479).
  - Paul II (Pietro Barbo dit), 211e pape († 26 juillet 1471).
- 1443 : Matthias Ier de Hongrie, roi de Hongrie († 6 avril 1490).

### XVIesiècle
- 1526 :
  - Niccolò Caetani, cardinal italien († 1er mai 1585).
  - Gonçalo da Silveira, missionnaire jésuite portugais († assassiné le 6 mars 1561).
- 1539 : Henri XI de Legnica, duc de Legnica († 3 mars 1588).
- 1582 : Jean-Baptiste Morin de Villefranche, mathématicien et astrologue français († 6 novembre 1656).
- 1589 : Isaac Habrecht, horloger suisse († 11 novembre 1620).

### XVIIesiècle
- 1604 : Jean Dubois le Vieux, peintre français († 19 avril 1676).
- 1606 : Georges-Frédéric de Nassau-Siegen, comte de Nassau-Siegen († 2 octobre 1674).
- 1623 : Jean Bégrand, frère jésuite des Pays-Bas méridionaux, architecte et bâtisseur († 28 février 1694).
- 1633 :
  - Charles Patin, médecin et numismate français († 10 octobre 1693).
  - Samuel Pepys, haut fonctionnaire de l'Amirauté anglaise († 26 mai 1703).
- 1648 : Arabella Churchill, maîtresse du roi Jacques II d'Angleterre († 30 mai 1730).
- 1671 : Maximilian von Welsch, architecte militaire allemand († 15 octobre 1745).
- 1680 : Jean-Baptiste Le Moyne de Bienville, explorateur, colonisateur et gouverneur français de la Louisiane († 7 mars 1767).
- 1682 : Christian de Saxe-Weissenfels, duc de Saxe-Weissenfels († 28 juin 1736).
- 1685 : Georg Friedrich Haendel, musicien anglais d'origine allemande († 14 avril 1759).
- 1687 : Gustav Otto von Douglas, officier suédois († 2 février 1771).
- 1689 : Samuel Bellamy, pirate anglais († 27 avril 1717).

### XVIIIesiècle
- 1716 : Antoine-Joseph Pernety, écrivain français († 16 octobre 1796).
- 1717 : Jean Dugain, chasseur d'esclaves français († après 1787).
- 1723 : Richard Price, philosophe politique et moralisateur irlandais († 19 avril 1791).
- 1737 : César Henri de La Luzerne, aristocrate, militaire et homme politique français († 24 mars 1799).
- 1744 : Mayer Amschel Rothschild, banquier allemand, fondateur de la dynastie († 19 septembre 1812).
- 1751 :
  - Henry Dearborn, un médecin et homme d'État américain († 6 juin 1829).
  - Plancher Valcour, comédien, dramaturge et directeur de théâtre français († 28 février 1815).
- 1760 : François Antoine Louis Bourcier, général de division français († 8 mai 1828).
- 1762 : Claude Juste Alexandre Legrand, général de division français († 8 janvier 1815).
- 1786 : Eugenius Roche, journaliste et poète anglo-français († 9 novembre 1829).
- 1787 : Edmond Mordret, poète et dramaturge français († 3 février 1855).
- 1799 : Ernest Fouinet, romancier et poète français († 1er décembre 1845).
- 1800 : William Jardine, baron d'Applegirth, naturaliste britannique († 21 novembre 1874).

### XIXesiècle
- 1802 : Luigi Cibrario, historien italien († 1er octobre 1870).
- 1803 : John August Sutter, pionnier et commerçant suisse († 18 juin 1880).
- 1805 : Louis Desnoyers, journaliste et écrivain français († 12 décembre 1868).
- 1815 :
  - Franz Antoine, jardinier autrichien († 11 mars 1886).
  - Joséphin Soulary, poète français († 28 mars 1891).
- 1820 : Jakob Stämpfli, homme politique suisse († 15 mai 1879).
- 1827 : Stanislaus von Seherr-Thoss, homme politique prussien († 1907).
- 1831 : Henri Meilhac, auteur dramatique, librettiste d'opérettes et d'opéras français († 6 juillet 1897).
- 1833 : 
  - Zacharie Astruc, critique d’art, poète, peintre et sculpteur français († 24 mai 1907).
  - Édouard de Haussy, homme politique belge († 2 juillet 1894).
- 1834 : Gustav Nachtigal, explorateur allemand († 20 avril 1885).
- 1840 : Carl Menger, économiste autrichien († 26 février 1921).
- 1842 : James Lillywhite, joueur de cricket anglais († 25 octobre 1929).
- 1845 : Jean-Antoine Injalbert, sculpteur français († 20 janvier 1933).
- 1847 : Sophie-Charlotte en Bavière, duchesse en Bavière et, par son mariage, duchesse d'Alençon († 4 mai 1897).
- 1850 : César Ritz, hôtelier suisse († 26 octobre 1918).
- 1854 : 
  - Richard Bullen Newton (en), paléontologue, malacologiste et conchyliologiste britannique († 23 janvier 1926).
  - José de Calasanz Félix Santiago Vives y Tutó, capucin et cardinal espagnol († 7 septembre 1913).
- 1855 : Maurice Bloomfield, philologue et indologue américain († 12 juin 1928)
- 1860 : William Louis Abbott, naturaliste et collectionneur américain († 6 avril 1936).
- 1863 : Franz von Stuck, peintre symboliste allemand († 30 août 1928).
- 1865 :
  - Elsa Bruckmann, salonnière allemande issue de la haute aristocratie roumaine († 7 juin 1946).
  - Anatole Guillot, sculpteur français († 13 février 1911).
- 1868 :
  - Henry Bergman, acteur américain († 22 octobre 1946).
  - W. E. B. Du Bois, sociologue, éditeur et poète afro-américain originaire d'Haïti († 27 août 1963).
- 1873 : 
  - Hansi (Jean-Jacques Waltz dit), dessinateur, graphiste français († 10 juin 1951).
  - Liang Qichao (梁啟超), philosophe chinois († 19 janvier 1929).
- 1879 : Kasimir Malevitch, Peintre, dessinateur, sculpteur et théoricien russe († 15 mai 1935).
- 1881 : bienheureux Titus Brandsma, prêtre carme néerlandais béatifié en 1985 par Jean-Paul II († 26 juillet 1942).
- 1882 : B. Traven, écrivain allemand († 26 mars 1969).
- 1883 :
  - Victor Fleming, réalisateur de cinéma américain († 6 janvier 1949).
  - Karl Jaspers, psychiatre et philosophe allemand († 26 février 1969).
- 1884 : Samuel Berger, boxeur américain, champion olympique des poids lourds  en 1904 († 23 février 1925).
- 1889 :
  - Théodore Lefebvre, géographe et résistant français († 3 décembre 1943).
  - Musidora (Jeanne Roques dite), actrice française († 7 décembre 1957).
- 1890 : Georges Mathieu, helléniste français († 20 avril 1948).
- 1892 : Geneviève Tabouis, journaliste française († 22 septembre 1985).
- 1894 :
  - Émile Cornic, escrimeur français († 20 août 1964).
  - Charles Mahieu, acteur belge († 2 octobre 1964).
- 1898 : Lucy Morton, nageuse, première britannique championne olympique († 26 août 1980).
- 1899 :
  - Erich Kästner, écrivain allemand († 29 juillet 1974).
  - Norman Taurog, réalisateur et scénariste américain († 7 avril 1981).

### XXesiècle
- 1902 : André Tassin, footballeur français († 12 juillet 1986).
- 1904 :
  - Terence Fisher, cinéaste britannique († 18 juin 1980).
  - William L. Shirer, historien américain († 28 décembre 1993).
- 1907 : Ivan Maksimenko, botaniste soviétique († 31 mai 1976).
- 1911 : 
  - André Blanchard, militaire français, Compagnon de la Libération († 5 mai 1949).
  - Régis Deroudilhe, homme politique français († 14 mai 2003).
  - Paul Heinemann, pilote automobile allemand († 1er août 1990).
  - Louis Le Barbenchon, décorateur français († 1er septembre 1980).
  - Baila Marjanka, ouvrière communiste, engagée dans la Résistance durant la Seconde guerre mondiale († 11 mars 1993).
  - Pierre Meile, sanskritiste et professeur de langues modernes de l’Inde († 31 juillet 1963).
  - Leslie Norman, réalisateur, producteur, monteur et scénariste britannique († 18 février 1993).
  - Franz Pleyer, joueur et un entraîneur de football († 3 septembre 1999).
- 1914 : Theofiel Middelkamp, coureur cycliste sur route néerlandais († 2 mai 2005).
- 1915 : Paul Tibbets, pilote militaire américain qui a lancé la bombe atomique sur Hiroshima le 6 août 1945 († 1er novembre 2007).
- 1919 : Mario Albertini, enseignant et homme politique italien († 20 janvier 1997).
- 1920 :
  - Benyoucef Benkhedda, homme politique algérien († 4 février 2003).
  - Paul Gérin-Lajoie, homme politique et philanthrope québécois († 25 juin 2018).
- 1921 :
  - Gabriel Monnet, comédien et metteur en scène français († 12 décembre 2010).
  - Robert Pringarbe, dirigeant sportif français († 9 avril 2015).
- 1922 : Marcel Fiorini, peintre non figuratif et graveur français († 16 janvier 2008).
- 1923 : Jean-Pierre Bakrim, footballeur et entraîneur français († 6 janvier 2009).
- 1924 :
  - Allan McLeod Cormack, physicien américain († 7 mai 1998).
  - Claude Sautet, cinéaste français († 22 juillet 2000).
- 1926 : 
  - Luigi de Magistris, cardinal italien de la curie († 16 février 2022).
  - Jean-Paul Clébert, écrivain français († 21 septembre 2011).
- 1927 :
  - Nadine Alari, actrice française († 24 novembre 2016).
  - Régine Crespin, cantatrice française († 5 juillet 2007).
- 1928 :
  - Hans Herrmann, coureur automobile allemand.
  - Vassili Lazarev, cosmonaute russe († 31 décembre 1990).
  - Yves Ramousse, évêque catholique français, administrateur apostolique de Phnom Penh au Cambodge († 26 février 2021).
  - André Strappe, footballeur puis entraineur français († 9 février 2006).
- 1929 : Alexis II de Moscou, 15e patriarche de l'Église orthodoxe russe († 5 décembre 2008).
- 1930 : Harry Boldt, cavalier allemand spécialiste du dressage, double champion olympique.
- 1932 :
  - Majel Barrett, actrice américaine († 18 décembre 2008).
  - Jiří Menzel, réalisateur tchèque († 5 septembre 2020).
  - Tito Topin, graphiste, écrivain, illustrateur et scénariste français.
- 1933 : Lee Calhoun, athlète américain, spécialiste du 110 m haies († 22 juin 1989).
- 1934 : Jacques Séguéla, publicitaire français.
- 1935 : Gentil Ferreira Viana, homme politique angolais († 23 février 2008).
- 1936 : Roger Rivière, coureur cycliste sur route français († 1er avril 1976).
- 1938 : Diane Varsi, actrice américaine († 19 novembre 1992).
- 1940 : Peter Fonda, acteur, réalisateur et scénariste américain († 16 août 2019).
- 1942 :
  - Robert Blondin, animateur, conférencier et auteur québécois.
  - Ernest Pignon-Ernest, artiste plasticien français.
  - Fernanda Seno, poétesse et journaliste portugaise († 19 mai 1996).
- 1944 :
  - Pierre Aubé, historien français.
  - Gao Yu, journaliste chinoise militante pour les droits de l'homme et la démocratie, emprisonnée en sa Chine.
  - John Sandford, écrivain américain.
  - Johnny Winter, guitariste et chanteur de blues américain († 16 juillet 2014).
- 1947 : Rodrigo Arocena, mathématicien uruguayen.
- 1948 : 
  - Philippe Chatel (Philippe de Châteleux dit), auteur-compositeur-interprète français († 19 février 2021).
  - Chafik Shimi, scénariste, dialoguiste, metteur en scène, réalisateur, directeur d'acteur et acteur marocain.
- 1949 :
  - Alain Carignon, homme politique français un temps maire de Grenoble et ministre de la communication.
  - Jean-Michel Charpin, économiste français.
  - Christian Coste, footballeur français.
  - Marc Garneau, astronaute et homme politique canadien.
  - Anna-Maria Müller, lugeuse est-allemande († 23 août 2009).
  - Bruno Saby, pilote automobile (rallye) français.
- 1950 :
  - Alain Coulange, écrivain, critique d’art français.
  - Robert Gouzien, écrivain et poète français († 7 novembre 2021).
- 1951 :
  - Aliette Armel, romancière, essayiste et critique littéraire française.
  - Alain Bertrand, homme politique français († 3 mars 2020).
  - Eddie Dibbs, joueur de tennis américain.
  - Toshiharu Ikeda, réalisateur japonais († 24 décembre 2010).
  - Yves Le Roy, athlète français spécialiste du décathlon.
  - Shigefumi Mori, mathématicien japonais.
  - Rita Poelvoorde, danseuse belge.
  - Patricia Richardson, actrice américaine.
- 1952 :
  - Peter Ammon, diplomate allemand.
  - Brad Whitford, musicien américain du groupe Aerosmith.
- 1953 :
  - Jean Azéma, chef d'entreprise français, directeur général de Groupama jusqu'en 2011.
  - Satoru Nakajima, pilote de Formule 1 japonais.
- 1954 :
  - Louis Bertignac, guitariste et chanteur français issu du groupe Téléphone.
  - Viktor Iouchtchenko, homme politique et président ukrainien empoisonné par l'ex-KGB russe.
- 1955 : Howard Jones, chanteur britannique.
- 1957 : Viktor Markin, athlète russe.
- 1958 :
  - Dominique de Lacoste, humoriste française du duo comique Les Vamps (Gisèle Rouleau).
  - Martin Aurell, historien français, spécialiste des Plantagenêts.
- 1959 : Clayton Anderson, astronaute américain.
- 1960 : Naruhito, 126è empereur du Japon depuis 2019, fils de Akihito et petit-fils de Hirohito.
- 1961 :
  - Eddy Caekelberghs, journaliste belge.
  - Kito de Pavant, navigateur français.
- 1962 : 
  - Ahn Byeong-keun, judoka sud-coréen champion olympique.
  - Jordi Colomer, artiste catalan.
- 1963 : 
  - Christine van Stralen, actrice néerlandaise.
  - Olga Ulianova, historienne chilienne († 29 décembre 2016).
  - Sergei Uslamin, coureur cycliste russe.
- 1964 : 
  - Peter Kox, pilote automobile néerlandais.
  - Esteban Isnardi, artiste uruguayen, déclaré Citoyen d’Honneur de Montevideo
- 1965 :
  - Kristin Davis, actrice américaine.
  - Michael Dell, fondateur et dirigeant de la société informatique Dell.
  - Helena Suková, joueuse de tennis professionnelle tchèque.
  - Chris Bowler, biologiste britannique spécialiste de la génomique des plantes.
- 1966 :
  - Laurent Granier, peintre héraldiste français.
  - Catherine Noble, taekwondoïste française.
- 1967 : Hélène Darroze, cheffe cuisinière étoilée française.
- 1968 : Carole Gaessler, journaliste de télévision française.
- 1969 : Michael Campbell, golfeur néo-zélandais.
- 1970 :
  - Nathalie Arthaud, professeure d'économie et de gestion, candidate française aux présidentielles depuis le retrait d'A. Laguiller du même parti.
  - Marie-Josée Croze, actrice québécoise et française.
  - Sébastien Hamon, journaliste français († 21 janvier 2005).
  - Patrice Kancel, joueur professionnel français de football américain.
- 1972 : Rondell White, joueur de baseball américain.
- 1974 :
  - Frank Defays, footballeur belge.
  - Frédéric Pierre, footballeur international belge.
- 1975 :
  - Ewa Kowalkowska, joueuse de volley-ball polonaise.
  - Maryse Turcotte, haltérophile québécoise.
  - Bohdan Ulihrach, joueur de tennis tchèque.
- 1976 :
  - Lorne Balfe, producteur et compositeur écossais.
  - Kelly Macdonald, actrice écossaise.
- 1977 :
  - Dally Randriantefy, joueuse de tennis malgache.
  - Kristina Šmigun-Vähi, fondeuse estonienne.
- 1978 :
  - Dan Snyder, hockeyeur professionnel canadien († 5 octobre 2003).
  - Morné Nagel, athlète sud-africain.
- 1979 :
  - Maria Stepanova, joueuse de basket-ball russe.
  - Yodelice (Maxime Nouchy dit Maxim Nucci ou), chanteur, compositeur et acteur français.
- 1980 : Willie Deane, basketteur américain.
- 1981 : Gareth Barry, footballeur anglais.
- 1982 :
  - Anna Chapman, espionne russe.
  - Cédric Forgit, champion français de canoë.
  - Diana Kovalchuk, top modèle ukrainienne.
  - Malia Metella, nageuse française.
- 1983 :
  - Courtney Rachel Culkin (en), playmate et mannequin de charme américain.
  - Mirco Bergamasco, joueur de rugby à XV italien.
  - Emily Blunt, actrice britannique.
  - Povilas Mykolaitis, athlète lituanien spécialiste du saut en longueur.
- 1984 : Andre Ward, boxeur américain, champion olympique.
- 1985 :
  - Tessa Bonhomme, joueuse de hockey sur glace canadienne.
  - Issa Cissokho, footballeur franco-sénégalais.
- 1986 : Skylar Grey, chanteuse, compositrice américaine.
- 1987 : 
  - Ab-Soul, rappeur américain.
  - Robert Topala, développeur de jeux vidéo suédois.
  - Kevin Wekker, acteur néerlandais.
- 1988 :
  - Anne-Sophie Barthet, skieuse alpine française.
  - Tarik Elyounoussi, footballeur maroco-norvégien.
- 1989 :
  - Ahmed Akaichi, footballeur tunisien.
  - Olivier Aubin-Mercier, pratiquant de MMA canadien.
  - Jérémy Pied, footballeur français.
- 1990 : Thomas Faucheron, archer français.
- 1991 :
  - Vanessa Licata, joueuse de football belge.
  - Slim Rebaï, footballeur tunisien.
  - Chatilla van Grinsven, basketteuse néerlandaise.
- 1992 : Casemiro, footballeur brésilien.
- 1994 :
  - Dakota Fanning, actrice américaine.
  - Lucas Pouille, joueur de tennis français.
  - Tripti Dimri, actrice indienne
- 1995 : Andrew Wiggins, basketteur canadien.
- 1997 : Jean Texier, acteur français.
- 1999 : Guiorgui Tskhovrebadze, entrepreneur géorgien.

### XXIesiècle
- 2002 : Emilia Jones, actrice anglaise.
- 2005 : Félix Bossuet, acteur français.
- 2012 : Estelle de Suède, princesse suédoise.

## Décès

### IIesiècle
- 155 ou 167 : Polycarpe de Smyrne, disciple de l'apôtre Jean et Père de l'Eglise (° v. 69 ou 70).

### Xesiècle
- 943 : Herbert II de Vermandois, comte puis duc de Vermandois (° v. 880).
- 965 : Otton de Bourgogne, fils d'Hugues le Grand, duc de France et d'Hedwige de Saxe (° v. 945).

### XIesiècle
- 1072 : Pierre Damien, cardinal italien (° v. 1007).
- 1100 : Song Zhezong, empereur de Chine de 1085 à 1100 (° 4 janvier 1076 ou 1077[9]).

### XIIIesiècle
- 1270 : Isabelle de France, fille de Louis VIII de France (° mars 1225).

### XVesiècle
- 1447 : Eugène IV (Gabriele Condulmer), pape de 1431 à 1447 (° 1383).
- 1464 : Ming Zhengtong, empereur de Chine (° 29 novembre 1427).
- 1473 : Arnold de Gueldre, duc de Gueldre et comte de Zutphen de 1423 à 1465, puis de 1471 à 1473 (° 1410).

### XVIesiècle
- 1546 : François de Bourbon, cinquième descendant de Charles de Bourbon-Vendôme et de Françoise d'Alençon (° 23 septembre 1519).

### XVIIesiècle
- 1603 :
  - Andrea Cesalpino, philosophe, physicien et botaniste italien (° 6 juin 1519).
  - François Viète, mathématicien, fondateur de l'algèbre moderne et déchiffreur du roi Henri IV (° 1er janvier 1540).
- 1632 : Giambattista Basile, écrivain italien (° 1566 ou 1575).
- 1648 : Guillaume Cureau, peintre et sculpteur français (° vers 1595).

### XVIIIesiècle
- 1704 : Georg Muffat, compositeur allemand d'origine savoyarde (° 1er juin 1653).
- 1718 : François Nicolas Fagel, lieutenant-feld-maréchal de l'empereur Nicolas Ier Habsbourg (° 3 février 1655).
- 1723 : Anne de Bavière, princesse d'Arches (° 13 mars 1648).
- 1745 : Joseph Effner, architecte baroque bavarois (° 4 février 1687).
- 1766 : Stanislas Leszczynski, roi de Pologne puis duc de Lorraine (° 20 octobre 1677).
- 1792 : Joshua Reynolds, peintre britannique (° 16 juillet 1723).
- 1796 : Jacob Jordan, homme politique canadien (° 19 septembre 1741).
- 1797 : Louis Joseph Charlier, homme politique français (° 24 septembre 1754).

### XIXesiècle
- 1801 : Jean-Henri Voulland, révolutionnaire français (° 11 octobre 1751).
- 1814 :
  - François Fidèle Ripaud de Montaudevert, corsaire français (° 25 mai 1755).
  - Georges Félix de Wimpffen, général français (° 5 novembre 1744).
- 1818 : Mademoiselle Fleury, actrice (° 28 décembre 1766).
- 1821 (au 24 février) : John Keats, poète britannique (° 31 octobre 1795).
- 1824 : Blasius Merrem, zoologiste allemand (° 4 février 1761).
- 1830 : Jean-Pierre Norblin de La Gourdaine, artiste peintre, dessinateur, graveur et caricaturiste français (° 15 juillet 1745).
- 1848 : John Quincy Adams, homme d'État américain, 6e président des États-Unis de 1825 à 1829 (° 11 juillet 1767).
- 1855 : Carl Friedrich Gauss, mathématicien, astronome et physicien allemand (° 30 avril 1777).
- 1863 : Alexandre de Saint-Juan, écrivain et poète français (° 18 août 1820).
- 1883 : Jules Cloquet, anatomiste et chirurgien français (° 18 décembre 1790).
- 1886 : Alfred Vilain XIIII, homme politique belge (° 7 mai 1810).
- 1892 : Gaspard Mermillod, cardinal suisse, évêque catholique de Lausanne et Genève (° 22 septembre 1824).
- 1899 : Gaëtan de Rochebouët, général et homme politique français (° 16 mars 1813).

### XXesiècle
- 1903 : Jean-Baptiste Clément, communard et auteur de la chanson Le Temps des cerises (° 31 mai 1836).
- 1917 : Félix Lafond, artiste et conservateur français de musée, 2e directeur de l'école régionale des beaux-arts à Rennes (° 13 juin 1850).
- 1920 : Charles Blanchaud, auteur et poète français (° 2 septembre 1840).
- 1930 : 
  - Mabel Normand, actrice, réalisatrice, scénariste et productrice américaine (° 9 novembre 1892).
  - Horst Wessel, idéologue nazi et compositeur allemand (° 9 septembre 1907).
- 1931 : Nellie Melba, soprano colorature australienne (° 19 mai 1861).
- 1934 : Edward Elgar, compositeur britannique (° 2 juin 1857).
- 1939 : Jules Coutan, sculpteur français (° 22 septembre 1848).
- 1944 : Leo Baekeland, chimiste belge naturalisé américain (° 14 novembre 1863).
- 1948 : Edmond André Rocher, poète, écrivain et plasticien français (° 2 novembre 1873).
- 1955 :
  - André Chaumeix, critique littéraire  et académicien français (° 6 juin 1874).
  - Paul Claudel, dramaturge, poète  et académicien français (° 6 août 1868).
- 1956 : Marcel Griaule, ethnologue français, célèbre pour ses travaux sur les Dogons (° 16 mai 1898).
- 1958 : Gaston Ravel, cinéaste français (° 28 octobre 1878).
- 1960 : Alexandre Lippmann, escrimeur français (° 11 juin 1881).
- 1963 : Robert Leroy Cochran, homme politique américain (° 28 janvier 1886).
- 1965 : Stan Laurel, acteur, humoriste et duettiste britannique des studios américains (° 16 juin 1890).
- 1969 :
  - Saoud ben Abdelaziz Al Saoud, 2e roi d'Arabie saoudite (° 12 janvier 1902).
  - Constantin Silvestri, pianiste compositeur et chef d'orchestre roumain (° 13 mai 1913).
- 1973 :
  - Charles-François Landry, écrivain suisse (° 19 mars 1909).
  - Dickinson W. Richards, physicien américain, prix Nobel de médecine 1956 (° 30 octobre 1895).
- 1974 : Harry Ruby, compositeur américain de musique populaire (° 27 janvier 1895).
- 1975 : 
  - Sigmund Haringer, footballeur international allemand (° 9 décembre 1908).
  - Roger Hilton, peintre britannique (° 23 mars 1911).
- 1976 : Laurence Stephen Lowry, peintre naïf britannique (° 1er novembre 1887).
- 1978 : Paul Yoshigoro Taguchi, cardinal japonais, archevêque d'Ōsaka (° 20 juillet 1902).
- 1979 : W.A.C. Bennett, homme politique canadien, premier ministre de la Colombie-Britannique de 1952 à 1972 (° 6 septembre 1900).
- 1980 : Hans Hüttig, officier SS (° 5 avril 1894).
- 1983 : Wacław Kopisto, capitaine de l'Armée polonaise (° 8 février 1911).
- 1986 : Matthieu Galey, écrivain et critique français (° 9 août 1934).
- 1990 : José Napoleón Duarte, homme politique salvadorien (° 23 novembre 1925).
- 1992 : Paul Winter, athlète français, discobole (° 6 février 1906).
- 1995 : James Herriot, écrivain britannique (° 3 octobre 1916).
- 1996 :
  - Joseph Barr, homme politique américain (° 17 janvier 1918).
  - William Bonin, tueur en série américain (° 8 janvier 1947).
  - Alan Dawson, batteur de jazz américain (° 14 juillet 1929).
  - Helmut Schön, footballeur puis entraîneur allemand (° 15 septembre 1915).
- 1997 :
  - Abdelkader Ben Bouali, footballeur français d'origine algérienne (° 25 octobre 1912).
  - René Coulon, architecte français (° 27 juin 1908).
  - Paul De Groote, homme politique belge (° 13 octobre 1905).
  - Frank Launder, scénariste, réalisateur et producteur britannique (° 28 janvier 1906).
  - Tony Williams, batteur de jazz américain (° 12 décembre 1945).
- 1998 :
  - Philip Abbott, acteur américain (° 20 mars 1924).
  - Billy Sullivan, homme d'affaires américain (° 13 septembre 1915).
- 1999 : Ruth Gipps, compositrice, hautboïste, pianiste et impresario britannique (° 20 février 1921)
- 2000 :
  - Ofra Haza, chanteuse israélienne (° 19 novembre 1957).
  - Stanley Matthews, footballeur anglais (° 1er février 1915).

### XXIesiècle
- 2001 : Robert Enrico, cinéaste français (° 13 avril 1931).
- 2003 : Robert K. Merton, sociologue américain (° 4 juillet 1910).
- 2004 :
  - Vijay Anand, réalisateur indien (° 22 janvier 1934).
  - Carl Anderson, acteur et chanteur américain (° 27 février 1945).
  - Carl Liscombe, hockeyeur sur glace canadien (° 17 mai 1915).
- 2005 :
  - Lucien Demouge, artiste peintre français (° 22 mars 1926).
  - Henk Zeevalking (en), homme politique néerlandais, ancien secrétaire d'État et ancien ministre et cofondateur du parti D66 (° 7 juin 1922).
- 2006 :
  - Giuseppe Amici, homme politique saint-marinais (° 6 janvier 1939).
  - Benno Besson, homme de théâtre suisse (° 4 novembre 1922).
  - Frederick Busch, écrivain américain (° 1er août 1941).
  - Saïd Mohamed Djohar, président des Comores (° 22 août 1918).
  - Michel de Séréville, peintre et illustrateur français (° 28 avril 1922).
  - Telmo Zarraonandia dit Zarra, footballeur espagnol (° 30 janvier 1921).
- 2007 :
  - Nicole Anouilh (Nicole Marcelle Lançon dite), comédienne française, veuve du dramaturge français Jean Anouilh (° 14 août 1926).
  - Mohamed Aouad, plusieurs fois ministre marocain et directeur du cabinet royal (° 12 janvier 1922).
  - Heinz Berggruen, journaliste, galeriste et collectionneur d'art allemand (° 5 janvier 1914).
  - John Ritchie, footballeur anglais (° 12 juillet 1941).
  - Pascal Yoadimnadji, premier ministre du Tchad depuis le 3 février 2005 (° 11 janvier 1950).
- 2008 :
  - Bio (Williams Silvio Modesto Verísimo dit), footballeur brésilien (° 8 mars 1953).
  - Janez Drnovšek, homme politique slovène, premier ministre (1992-2002), puis président de la République (2002-2007) (° 17 mai 1950).
  - Roger Foulon, écrivain belge (° 3 août 1923).
  - Paul Frère, journaliste et pilote automobile belge, vainqueur des 24 Heures du Mans 1960 (° 30 janvier 1917).
  - Josep Palau i Fabre, poète et écrivain espagnol d'expression catalane (° 21 avril 1917).
  - Denis Lazure, psychiatre et homme politique québécois (° 12 octobre 1925).
  - Hubert Lilliefors, statisticien et mathématicien américain (° 14 juin 1928).
  - Joaquim Pinto de Andrade, homme politique angolais, président honoraire du MPLA, président du Partido Renovador Democrático (PRD) ( ° 1926).
  - Henk Romijn Meijer, écrivain néerlandais (° 9 août 1929).
  - Gentil Ferreira Viana, homme politique angolais (° 23 février 1935).
  - Joanna Wizmur (pl), actrice et réalisatrice polonaise (° 17 juin 1957).
- 2009 :
  - Sverre Fehn, architecte (° 14 août 1924).
  - August Kiuru, fondeur finlandais (° 12 juillet 1922).
  - Henri Pézerat, scientifique et toxicologue français (° 12 avril 1928).
  - Tuulikki Pietilä, graphiste finno-américaine (° 18 février 1917).
  - Franciszek Starowieyski (en), peintre polonais (° 8 juillet 1930).
  - Scott Symons, romancier et critique littéraire canadien (° 13 juillet 1933).
  - Franz Wunsch, garde SS au camp de concentration d’Auschwitz (° 21 mars 1922).
- 2010 : Henri Salmide, alias "Heinz Stahlschmidt", ancien militaire allemand qui avait sauvé le port de Bordeaux en 1944 (° 13 novembre 1919).
- 2011 :
  - Jean Lartéguy, soldat français, correspondant de guerre, écrivain (° 5 septembre 1920).
  - Nirmala Srivastava, adepte indienne de la non-violence, conceptrice du Sahaja Yoga et gurute (° 21 mars 1923).
- 2016 : 
  - Joaquim Veà Baró, primatologue catalan (° 11 octobre 1958).
  - Donald E. Williams, astronaute américain (° 13 février 1942).
- 2017 : 
  - Sabine Oberhauser, femme politique autrichienne (° 30 août 1963).
  - Horace Parlan, pianiste de jazz américain (° 19 janvier 1931).
- 2020 :
  - Hervé Bourges, journaliste franco-algérien et dirigeant de l'audiovisuel français (° 2 mai 1933).
  - Chitetsu Watanabe, supercentenaire japonais, un temps doyen de l'humanité masculine (° 5 mars 1907).
- 2021 : 
  - Franco Cassano, sociologue et homme politique italien (° 3 décembre 1943).
  - Jean Grenet, homme politique français (° 12 juillet 1939).
  - Fausto Gresini, pilote de moto italien (° 23 janvier 1961).
  - Othman Kechrid, homme politique tunisien (° 26 juin 1920).
  - Tormod Knutsen, skieur de combiné nordique norvégien, médaillé olympique d'argent en 1960 et d'or en 1964 (° 7 janvier 1932).
  - Syed Abul Maksud, éditorialiste, essayiste, journaliste et écrivain bangladais (° 23 octobre 1946).
  - Margaret Maron, écrivaine américaine (° 25 août 1938).
  - Yves Martin, sociologue et professeur d'université canadien (° 22 novembre 1929).
  - Juan Carlos Masnik, footballeur uruguayen (° 2 mars 1943).
  - Joseph Ponthus (Baptiste Cornet dit), écrivain français (° 4 septembre 1978).
  - Sheikh Ahmed Zaki Yamani (الشيخ أحمد زكي يماني), homme politique saoudien et à l'OPEP (° 30 juin 1930).
- 2022 : Rehman Malik.
- 2024 :
  - Mohamed Ibrahim Bouallou, écrivain marocain (° 1936).
  - Irene Camber, escrimeuse italienne (° 12 février 1926).
  - Ronnie Campbell, homme politique britannique (° 14 août 1943).
  - Wilson Fittipaldi, pilote automobile brésilien (° 25 décembre 1943).
  - Chris Gauthier, acteur britannique naturalisé canadien (° 27 janvier 1976).
  - Jackie Loughery, actrice américaine (° 18 avril 1930).
  - Claude Montana, styliste et couturier français (° 29 juin 1947).
  - Don Poile, hockeyeur sur glace puis entraîneur canadien (° 1er juin 1932).
  - Tina Rainford, chanteuse allemande (° 26 décembre 1946).
- 2025 : 
  - Larry Dolan, avocat américaine (° 8 février 1931).
  - Greg Haugen, boxeur américain (° 31 août 1960).
  - Thanin Kraiwichian, avocat et homme politique thaïlandais (° 5 avril 1927).

## Célébrations
- Brunei : fête nationale.
- Guyana : mashramani, mash ou jour du travail bien fait ; Republic day ou jour de la République pour commémorer l'indépendance politique obtenue du Royaume-Uni en 1970.
- Japon : fête nationale de l'anniversaire de l'empereur régnant depuis 2019.
- Russie : jour du défenseur de la patrie, День защитника Отечества ou Dyen' zashchitnika Otechestva en russe[10], précédemment "journée de l'Armée rouge" soviétique.

### Religieuses
- Fêtes religieuses romaines : terminalia en l'honneur du dieu Terminus.

### Saints des Églises chrétiennes

#### Saints des Églises catholiques et orthodoxes
Saints catholiques et orthodoxes :
- Alexandre l'Acémète († vers 430), fondateur du premier monastère des Acémètes près de Constantinople.
- Boisil (en) († 661), abbé de Melrose (Écosse).
- Félix de Brescia († 650), 28e évêque de Brescia au nord de l'Italie.
- Florent de Séville ou Florentius († vers 485), évêque martyr[13].
- Gorgonie († 372), fille de saint Grégoire de Nazianze l'Ancien et de sainte Nonne, sœur aînée de saint Grégoire le Théologien, épouse et mère de famille chrétienne modèle, fêtée le 9 décembre en Occident[14].
- Lazare l'Iconographe († v. 867), moine (fêté le 17 novembre pour l'Église orthodoxe).
- Marthe d'Astorga († 251), vierge et martyre à Astorga.
- Mérald († 850) ou Méraut ou Méraud, moine à l'abbaye de Saint-Évroult puis abbé à Vendôme en cœur de France et val-de-Loire.
- Milburge († 722), sœur aînée de sainte Mildred, abbesse de Wenlock (en).
- Polycarpe de Smyrne († 167), disciple de l'apôtre saint Jean, évêque d'Izmir / Smyrne en Asie mineure et martyr.
- Romaine de Todi († 324), vierge et ascète à Todi sur les bords du Tibre en Italie.
- Sérène de Sirmium († 307) ou Cerneuf, jardinier en Pannonie, martyr à Sirmium.
- Vétérin de Gennes († Ve siècle), disciple de saint Martin de Tours, évangélisateur en Anjou.
- Willigis de Mayence († 1011), archevêque de Mayence en Allemagne.

#### Saints et bienheureux des Églises catholiques
Saints et béatifiés :
- Alerin Rembaudi († 1456), bienheureux évêque d'Albe, en Italie.
- Étienne-Vincent Frelichowski († 1945), bienheureux prêtre polonais, martyr à Dachau[15].
- Jeanne Franchi († 1872), bienheureux religieuse italienne fondatrice des sœurs hospitalières de Notre-Dame des Douleurs.
- Joséphine Vannini († 1911), religieuse italienne fondatrice des Filles de Saint Camille avec le bienheureux Louis Tezza.
- Louis Mzyk (pl) († 1940), bienheureux prêtre polonais de la société du Verbe-Divin, martyr au Fort VII.
- Milon du Benevent († 1070), 29e évêque du Bénévent.
- Nicolas Tabouillot († 1795), bienheureux prêtre français curé de Méligny-le-Grand, martyr des Pontons de Rochefort dans l'ouest de France.
- Raphaëlle Ybarra de Vilallonga († 1900), bienheureuse laïque basque espagnole, fondatrice des Sœurs des Saints Anges gardiens.

#### Saints orthodoxes, aux dates parfois"juliennes"ou orientales
Saints des Églises orthodoxes :
- Damien d'Esphigménou († vers 1280), moine puis ermite sur la Montagne de l'Athos en Grèce.
- Jean le Moissonneur (XIe siècle), moine.
- Polycarpe (ru) († 1449), Polycarpe de Briansk.

### Prénoms du jour[Où?]
Bonne fête aux Lazare et ses variantes : Lazar, Lazard, Lazaro, Lazarre, Lazarus, Lazhar, Lazarillo, Éléazar sinon Elzévir ; et leurs formes féminines : Lazaret(t)a, Lazarette, Lazarilla, Lazarine.
Et aussi aux :
- Florent & variantes ;
- Madeg et ses variantes autant bretonnes : Madec, Madoc, Madog, etc.
- Milburge et variantes.
- Polycarpe etc.
- Romaine et ses autres formes : Romana, Romane, Romanella, Romanie, Romanne[16],
- Sérène et ses variantes ou dérivés : Serena, Sérèna, Séréné, Serenella, Serenilla, Serenity, etc.
- Willis et ses variantes ou dérivés : Wilgis, Willigis (voire saint-Guillaume les 10 janvier).

## Traditions et superstitions

### Dictons
- « À la Saint-Florent, il est bien de semer le froment, mais sans perdre de temps. »[17]
- « À la Saint-Florent, l'hiver s'en va ou reprend. »[Cosson 1]
- « Saint Polycarpe nous écharpe. »[18]
- « Souvent à la Saint-Lazare, le froid gagne ou file vers la montagne. »[réf. nécessaire]
- « Souvent quand Saint-Lazare appelle le froid, il n’en reste pas. »[Cosson 2]

### Astrologie
- Signe du zodiaque : 5e jour du signe astrologique des Poissons.

## Toponymie
- Les noms de plusieurs voies, places, sites ou édifices de pays ou régions francophones contiennent cette date sous différentes graphies : voir Vingt-Trois-Février .